# 최실
최실(崔実、1985년 9월 6일~)은 대한민국의 소설가이다.

## 생애
재일 한국인 3세이며, 조선학교에 진학한 뒤 미국으로 유학을 떠났다.
2016년 , 《지니의 퍼즐》로 제59회 군조 신인 문학상을 수상해 데뷔했으며, 해당 작품은 아쿠타가와 류노스케상 후보로 선정되었다.